# ГЕС St-Guillerme
ГЕС St-Guillerme — гідроелектростанція на південному сході Франції.
В другій половині 1920-х розпочали проект спорудження великого водосховища на річці Romanche (права притока Драку, який через Ізер та Рону належить до басейну Ліонської затоки Середземного моря), що дренує центральну частину Альп Дофіне. Головним завданням проекту було стабілізувати стік річки та збільшити виробництво на розташованих нижче по течії гідроелектростанціях (зокрема тих, що живили електрохімічний та електрометалургійний завод у Ліве-е-Гаве), крім того, додали нову ГЕС St-Guillerme.
В 1935-му завершили будівництво бетонної гравітаційної греблі Chambon висотою 137 метрів, довжиною 294 метри та товщиною від 5 до 70 метрів, на спорудження якої пішло 415 тис. м3 матеріалу. Вона утворила водосховище з площею поверхні 1,2 км2 та об'ємом 51 млн м3 спорудили в 1935 році на Його утримує  Окрім прямого стоку, до сховища надходить додатковий ресурс за рахунок деривації із річки Ferrand (права притока Romanche, що впадає в нього дещо нижче за греблю Chambon).
Машинний зал станції розташований нижче по долині Romanche. Встановлене тут у середині 1930-х обладнання (ГЕС St-Guillerme), замінили в 1983 році в межах проекту ГЕС St-Guillerme II на дві турбіни типу Френсіс загальною потужністю 116 МВт (за іншими даними 112 МВт, що на 89 МВт більше, аніж у старої ГЕС). При напорі у 280 метрів це забезпечує виробництво 208 млн кВт·год електроенергії на рік. 
Відпрацьована вода відводиться до нижнього балансуючого резервуара Clapier, створеного на тій же річці Romanche.